# Metalpheus
Metalpheus is een geslacht van kreeftachtigen uit de klasse van de Malacostraca (hogere kreeftachtigen).

## Soorten
- Metalpheus aglaopheniae (Borradaile, 1900)
- Metalpheus hawaiiensis (Edmondson, 1925)
- Metalpheus paragracilis (Coutière, 1897)
- Metalpheus rostratipes (Pocock, 1890)